# Erysimum stewartii
Erysimum stewartii là một loài thực vật có hoa trong họ Cải. Loài này được (T.Anderson) Wettst. mô tả khoa học đầu tiên năm 1889.